# شفيق مقار
كاتب وباحث وصحافي وإذاعي مصري نشرت كتاباته في مختلف العواصم العربية، وأذيعت برامجه الإذاعية من القاهرة ولندن.

## أعماله

### دراسات وأبحاث وكتب منشورة
- تتار القرن العشرين: بداية لنظرية في الإبادة، القاهرة، بغداد
- باليه السلام الأمريكي على مسرح الشرق الأوسط، بغداد
- الذئب الآتي من عند الإله: هرتزل والصهيونية، بيروت
- قضية الانشقاق في الاتحاد السوفيتي - سولجنتسين، بيروت
- الحلف الأسود: أميركا وإسرائيل، لندن
- الإرهاب والإبادة في ظل الاله، لندن
- غباء المرء محسوب عليه: دراسة في مفاهيم العنصرية الجديدة، لندن
- مقالات في الحرية، لندن
- مشكلة الكاتب والسلطة، لندن
- قراءة سياسية للتوراة، رياض الريس للكتب والنشر، لندن
- قتل مصر من عبد الناصر إلى السادات، رياض الريس للكتب والنشر، لندن
- الجنس في التوراة وسائر العهد القديم، دار يعرب للدراسات والنشر والتوزيع، دمشق، 1998
- السحر في التوراة والعهد القديم، رياض الريس للكتب والنشر، لندن، 1990
- التوجه الإمبريالي في أسس اليهودية،
- حافة الغد: دراسة في الاساطي،
- الكلام، رواية، المؤسسة العربية للدراسات والنشر، ط أولى 1987